# Eugen von Goßler
Alexander Eugen von Goßler (* 23. Januar 1823 in Berlin; † 3. Oktober 1892 in Klein-Kloden) war ein deutscher Verwaltungsjurist und Abgeordneter in Preußen.

## Leben

### Herkunft und Familie
Eugen von Goßler war ein Sohn des Generalstaatsanwalts Conrad Christian von Goßler und seiner zweiten Ehefrau Henriette Charlotte von Rumohr (1786–1845). Er e begründete die III. Linie der Adelsfamilie Goßler. Die Komponistin Clara von Goßler (1827–1864) war eine seiner Schwestern. Seine Halbbrüder aus der ersten Ehe seines Vaters waren u. a. der Wirklicher Geheimer Rat und Staatsminister Gustav Albert von Goßler (I. Linie des Adelsgeschlechts) und der preußische Kanzler Karl Gustav von Goßler (II. Linie des Adelsgeschlechts).
Eugen von Goßler heiratete 1864 Elise von Schönitz (1839–1935). Aus der Ehe sind fünf Kinder (drei Söhne und zwei Töchter) hervorgegangen. Sein ältester Sohn war der preußische Landrat, Mitglied des Reichstages und des Preuß. Abgeordnetenhauses Alfred von Goßler. Ein anderer Sohn, Bernhard von Goßler (* 1868), wurde königlich preußischer Oberstleutnant, u. a. im Husaren-Regiment „von Zieten“ (Brandenburgisches) Nr. 3 eingesetzt und Regimentskommandeur des Oldenburgisches Dragoner-Regiments Nr. 19. Die jüngste Tochter Jenny Magdalena Mathilde von Goßler (* 1880) war seit 1899 mit dem Landrat und Staatsminister Karl Miesitschek von Wischkau verheiratet.

### Werdegang
Eugen von Goßler besuchte bis 1842 das Friedrich-Wilhelms-Gymnasium (Berlin). Er begann ein Studium in Jura und Kameralia in Berlin, wechselte dann aber an die Ruprecht-Karls-Universität Heidelberg. 1843 wurde er Mitglied des Corps Saxo-Borussia Heidelberg. Nach Abschluss des Studiums schlug er als Kammergerichts-Referendar die Gerichtslaufbahn ein und wurde 1847 Kreisrichter in Glogau. 1856 wechselte er in den Verwaltungsdienst und wurde Landrat des Landkreises Guhrau im Regierungsbezirk Breslau. 1884 wurde er zum Geheimen Regierungsrat ernannt. Das Amt hatte er bis zu seinem Tod 1892 inne.
Eugen von Goßler saß von 1863 bis 1866 als Abgeordneter des Wahlkreises Breslau 1 im Preußischen Abgeordnetenhaus. Er gehörte der Fraktion der Konservativen Partei an. Goßler, Hauptmann der Landeswehr a. D., war seit 1876 Besitzer des Ritterguts Klein-Kloden im Kreis Guhrau.
Nach seinem Tod führte seine Witwe und später nach deren Tod sein Sohn Alfred das Gut Klein-Kloden weiter.
Er wurde 1863 Ehrenritter des Johanniterordens.